# Trzebujewo
Trzebujewo – osada w Polsce położona w województwie zachodniopomorskim, w powiecie szczecineckim, w gminie Szczecinek. Miejscowość wchodzi w skład sołectwa Kusowo. Osada leży na wschodnim brzegu jeziora Jeziorki.